# Крымки (Кировоградская область)
Крымки (укр. Кримки) — село в Александровской поселковой общине Кропивницкого района Кировоградской области Украины.
До 2020 года входило в Александровский район
Население по переписи 2001 года составляло 365 человек. Почтовый индекс — 27334. Телефонный код — 5242. Код КОАТУУ — 3520582502.
Вблизи села расположен ландшафтный и орнитологический заказник (укр. Редьчине) площадью 118 га. На его территории — места гнездования птиц, занесённых в Красную книгу Украины.